# Michael Kokocinski
Michael Kokocisnki (7 de febrero de 1985) es un futbolista alemán que juega de defensa, en el SV Wacker Burghausen de la 3. Liga.

## Clubes
| Club                        | País     | Año       | Partidos |
| --------------------------- | -------- | --------- | -------- |
| 1860 Munich II              | Alemania | 2003-2006 | 47       |
| FC Bayern Múnich II         | Alemania | 2006-2008 | 56       |
| Kickers Offenbach           | Alemania | 2008-2009 | 16       |
| SV Wacker Burghausen        | Alemania | 2009-2010 |          |
| TSV 1860 Rosenheim          | Alemania | 2010-2014 |          |
| TSV 1860 Rosenheim          | Alemania | 2010-2014 |          |
| 1860 Munich II              | Alemania | 2014-2017 |          |
| SV Türkgücü-Ataspor München | Alemania | 2017-     |          |